# Raymond Zarpanelian
Raymond Zarpanelian (ur. 17 maja 1933 w Paryżu – zm. 29 marca 2011 tamże) – francuski trener piłkarski pochodzenia ormiańskiego.

## Kariera trenerska
W 1993 roku Zarpanelian został selekcjonerem reprezentacji Sierra Leone. W 1994 roku poprowadził ją w Pucharze Narodów Afryki 1994. Sierra Leone przegrała w nim 0:4 z Wybrzeżem Kości Słoniowej i zremisowała 0:0 z Zambią odpadając z rozgrywek po fazie grupowej. Zarpanelian odszedł wówczas ze stanowiska. W 1997 roku prowadził burkiński klub ASF Bobo-Dioulasso.